# Пятигорская правда
Пятиго́рская пра́вда — газета, в основном освещающая общественно-политическую жизнь города Пятигорска. Выходит один раз в неделю.

## История газеты
Общественно-политическая газета «Пятигорская правда» впервые вышла в свет 12 декабря 1937 года.
Великая Отечественная война. Несколько месяцев фашистской оккупации прервали выход газеты, но сразу после освобождения города от фашистских захватчиков 11 января 1943 г. «Пятигорская правда» вышла в малом формате — на двух полосах.
Трагичным в судьбе газеты стал 1959 год. Присланное в редакцию накануне Дня пограничника и опубликованное 6 сентября стихотворение за подписью военнослужащих-пограничников оказалось акростихом: при прочтении заглавных букв стихотворения получалась фраза «ХРУЩЕВ БАНДИТ»:
Храня покой страны родимой, 

Родных заводов, мирных нив, 

У рубежей земли любимой 

Щитом надежным мы стоим. 

Ей нашу жизнь, и кровь, и силы 

Всегда готовы мы отдать.
Бессменно держит вахту мира 

Армейцев преданная рать. 

Нам не страшны угрозы вражьи,

Для них всегда готов ответ. 

И от бойцов твоих отважных 

Тебе, Отчизна, наш привет!
Многие связывают закрытие «Пятигорской правды» с этой, как оказалось, спланированной провокацией. В результате были сняты с должностей редактор газеты В. Маркелов, ответственный секретарь И. Александров, заведующий отделом писем и цензор. И лишь по прошествии времени и при вмешательстве М. Шолохова в этой истории разобрались и нашли автора акростиха…
Однако, на самом же деле прекращение издания газеты было предопределено другими причинами. Ещё за два месяца до появления злополучного стихотворения, 31 июля 1959 года, ЦК КПСС принимает постановление «О ликвидации убыточности газет и журналов», в котором говорилось о целесообразности создания в городах, где издаются городские и районные газеты, одной объединённой. И конкретно о Кавминводах: «Признать целесообразным создание для городов минераловодской группы курортов ежедневной газеты за счет прекращения газет в г.г. Минеральные Воды, Кисловодск, Пятигорск, Ессентуки и Железноводск…».
Через две недели, 17 августа 1959 года, на специальном заседании бюро Ставропольского крайкома КПСС было принято постановление «Об издании объединённой курортной газеты „Кавказская здравница“». С началом выпуска с 1 января 1960 года краевой курортной газеты «Кавказская здравница» прекратилось издание «Пятигорской правды», ессентукской «За Родину», кисловодской «Советской здравницы» и других.
Это недоразумение по поводу причины закрытия газеты так живуче, что даже описано на визитной карточке официального сайта газеты.
В 2022 году «Пятигорская правда» отметила свой 85-летний юбилей.
Газета дважды награждена знаком «Золотой фонд прессы» в 2012 и 2013 годах.

## Главные редакторы
- Василий Маркелов (до 1959 года)
- Вадим Панков (с 1995 года по 2007 год)
- Сергей Дрокин (c 2007 года по 2018 год)
- Мария Гулевская (с 2018 года)

## Выпуски газет
«Пятигорская правда», выход 1 раз в неделю тиражом 10 тысяч экземпляров.